# 梅山苑
梅山苑是深圳市的一个公共租赁住宅区，位于福田区梅林街道，为梅山街和下梅林二街围绕而成，西南角为上沙黄怀德公园。该住宅区配套有人工湿地污水处理系统、屋顶绿化、户外太阳能集热器，在住宅低碳化方面起到试验效应。

## 历史
梅山苑一期于1999年竣工。二期工程于2012年8月竣工。

## 风波
2007年，《羊城晚报》报导了梅山苑的周转房被当地公务员700元价格组来并翻倍转租，获取暴利，引起了争议。
2013年，有住户反应梅山苑二期公租房入住两个月，地板已经出现渗水现象。媒体记者对这一情况进行了实地走访，证实了这一情况的存在。

## 设施
- 梅山社区健康服务中心
- 梅山苑幼儿园
- 梅山安置区停车场

## 周边
- 梅林公园
- 梅林农产品批发市场